# Lynx FC (vrouwenvoetbal)
Lynx FC is een professionele Gibraltarese voetbal- en sportclub voor vrouwen, opgericht in 2020. Het eerste team speelt in de Gibraltar National League. Net als elke club op het schiereiland speelt ook Lynx FC in het Victoriastadion. 